# Limburgs Schutterij Museum
Het Limburgs Schutterij Museum is een museum dat gevestigd is in het Limburgse dorp Steyl. Het museum staat in het teken van de schutterij. In de middeleeuwen was dit een soort burgerwacht of militie die de stad beschermde bij een aanval. Tevens speelde de schutterij een rol bij het handhaven van de orde bij oproer of brand. Tijdens de contrareformatie kregen schutterijen een belangrijke religieuze functie. In de loop van de 19e eeuw waren de verdedigende en handhavende functies overgenomen door politie en leger en werden schutterijen steeds meer sociale verenigingen, die zich onderling gingen meten in schiet-, muziek-, vendel- en exercitiewedstrijden tijdens schuttersfeesten.
Het museum wordt beheerd door de Stichting Limburgs Schutterij Museum en krijgt subsidie van de provincie. De collectie bestaat onder meer uit uniformen, kostuums, koningszilver, onderscheidingen, vaandels, geweren, miniaturen, schilderijen, foto's, oorkondes en andere documenten van nog bestaande en reeds opgeheven schutterijen. Ook wordt aandacht besteed aan het Oud Limburgs Schuttersfeest.
Op 10 april 2008 werd het museum, op dat moment gevestigd in het voormalige Sint-Gregorklooster in Steyl, door een hevige brand getroffen. Een groot gedeelte van de collectie kon gered worden. Ruim drie jaar na de brand heeft het museum, na een grondige renovatie, in de aan de eredienst onttrokken Sint-Rochuskerk in Steyl een nieuw onderkomen gevonden. De heropening vond plaats in 2016, precies acht jaar na de brand, door de gouverneurs Theo Bovens en Herman Reynders van Nederlands en Belgisch Limburg.

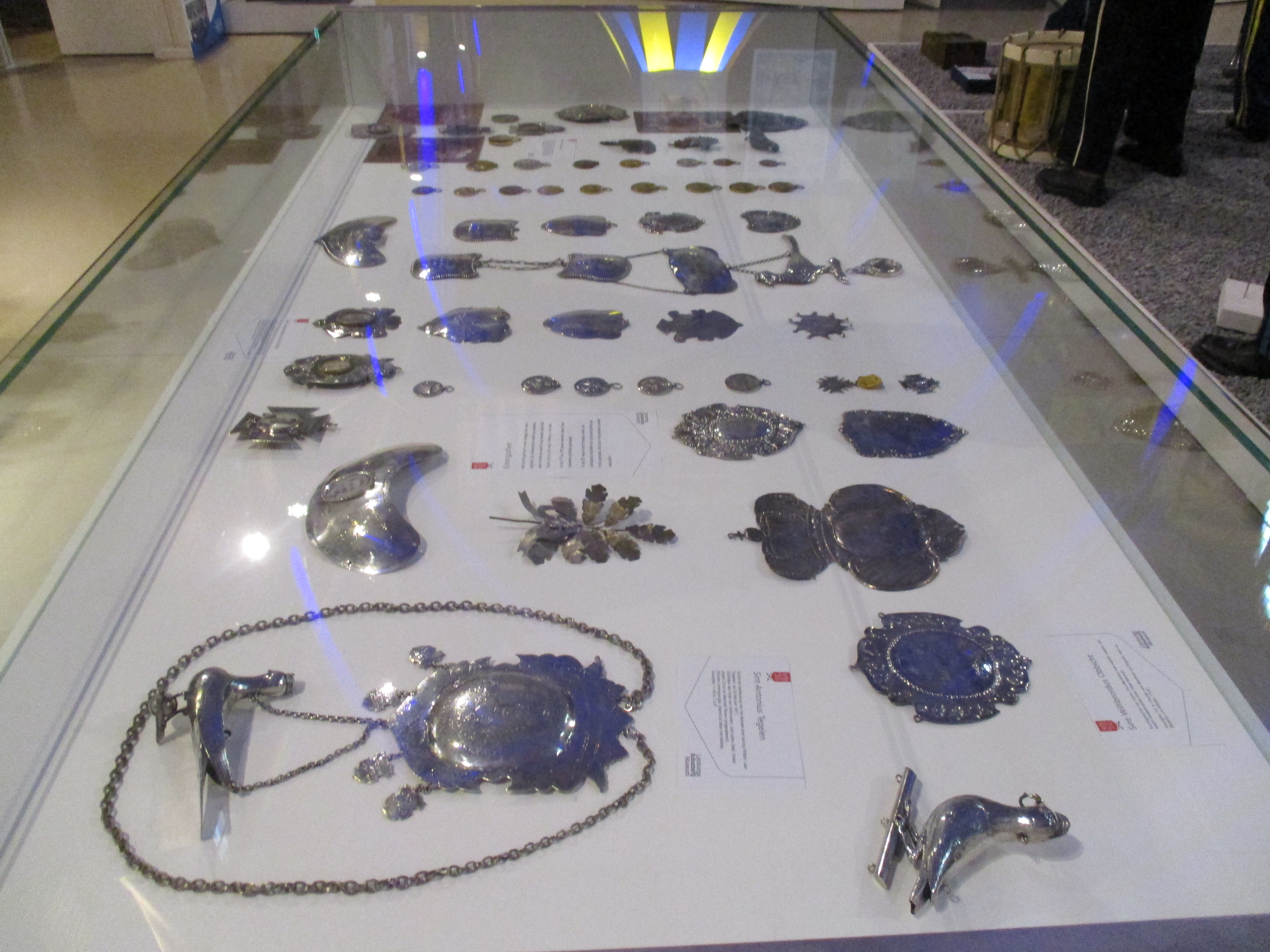
Koningszilver
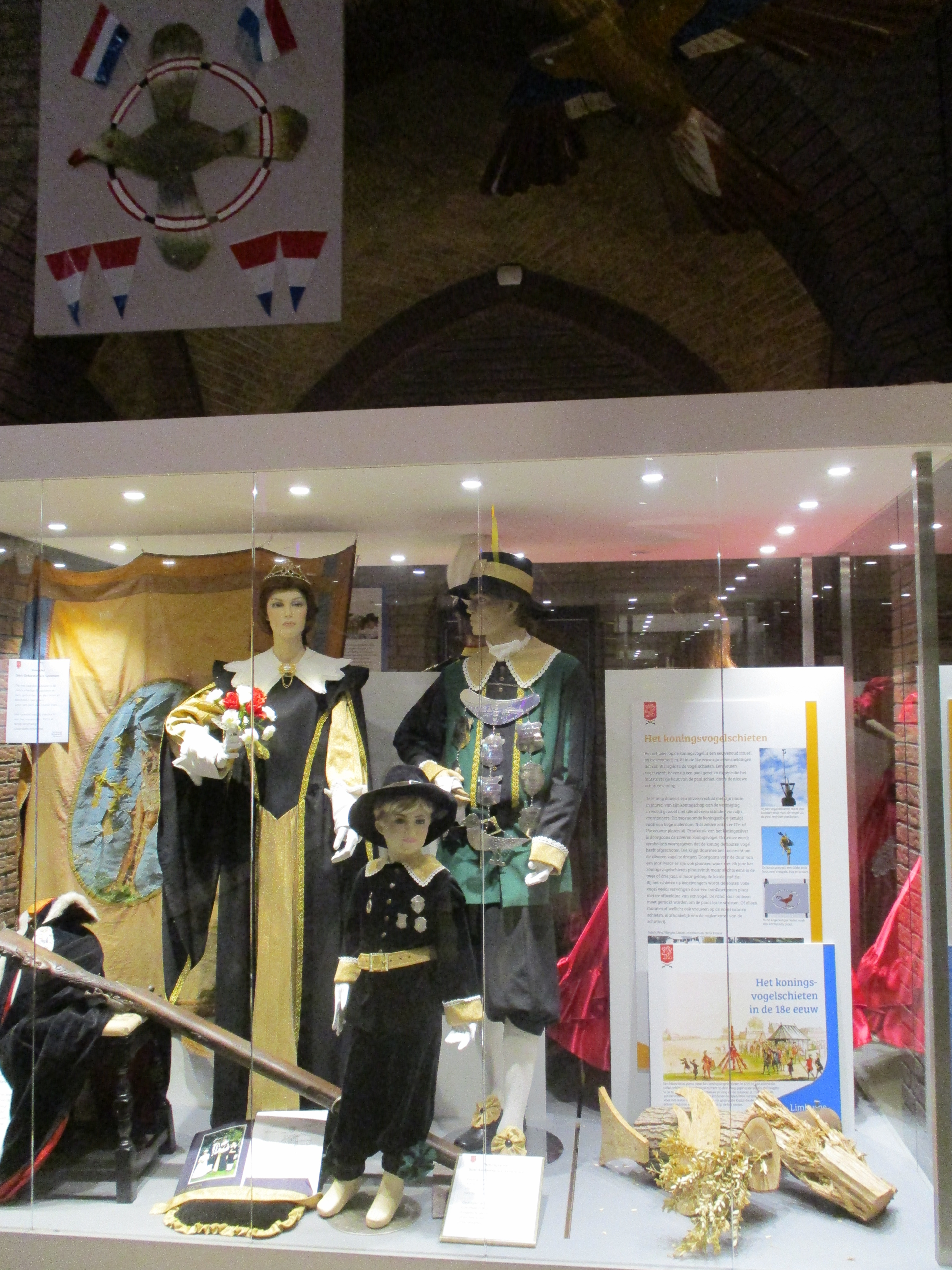
Gildekleding met koningszilver
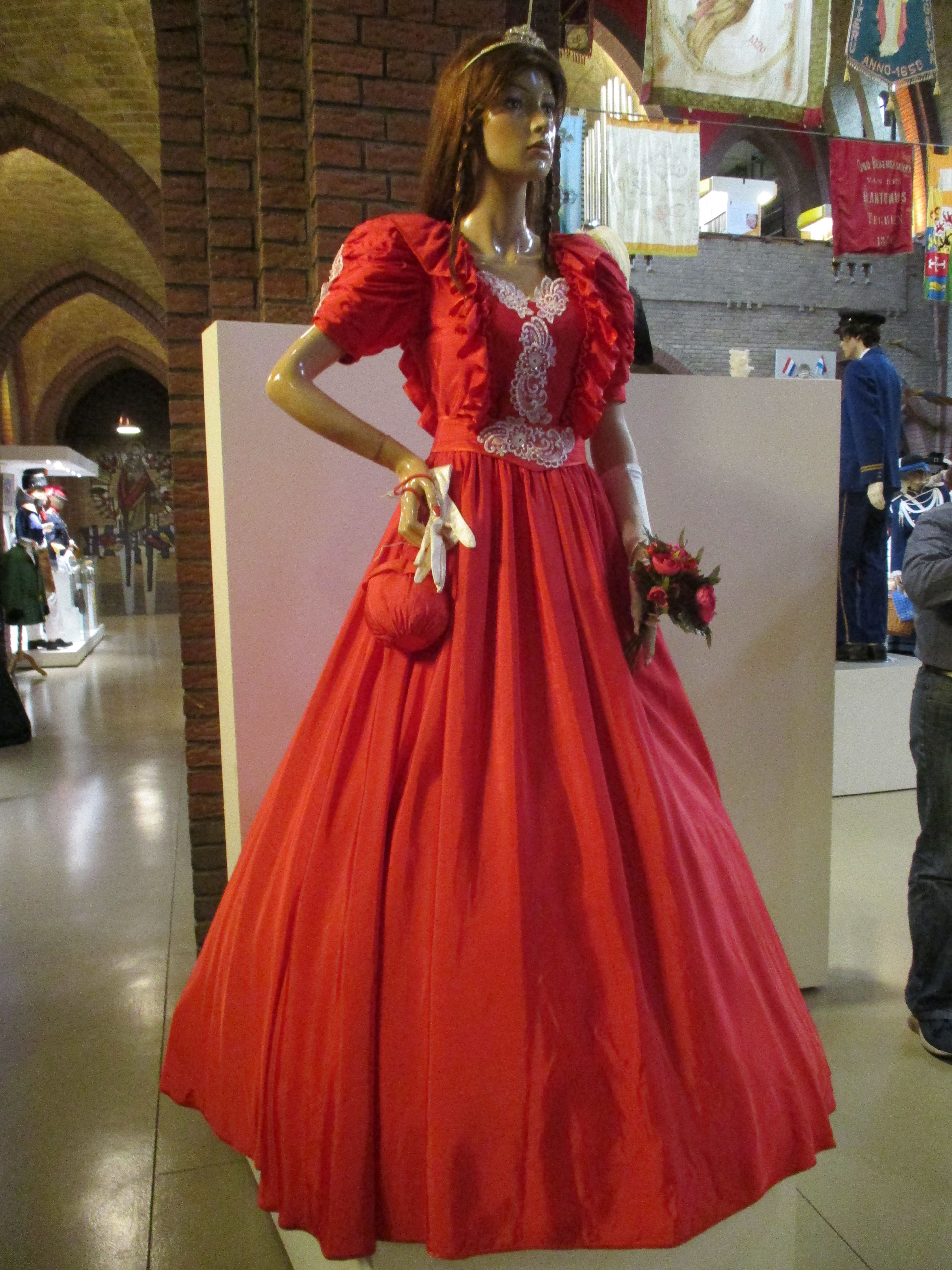
Jurk van een schutterskoningin
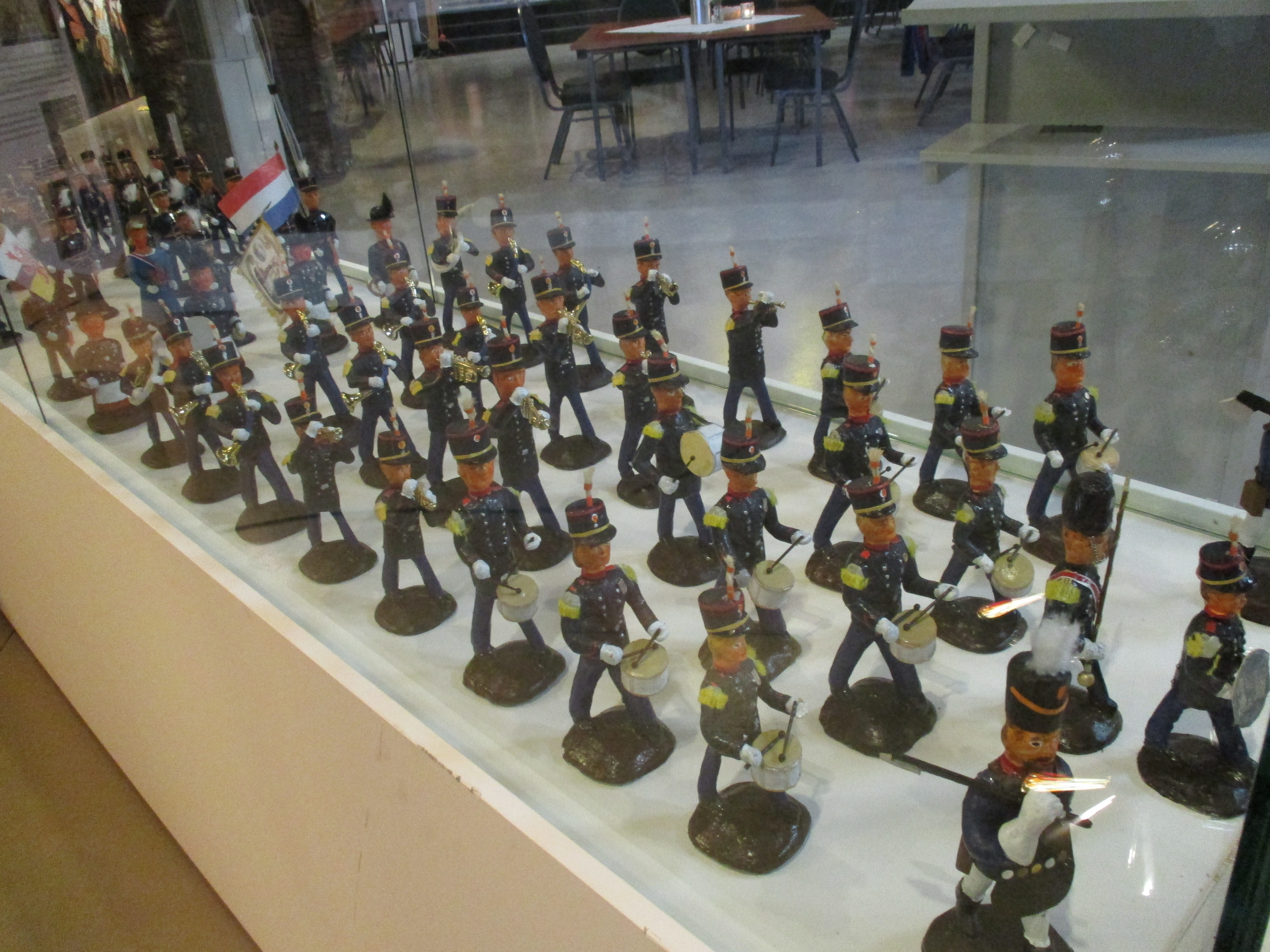
Miniatuur van schutterij Sint Salvius Limbricht
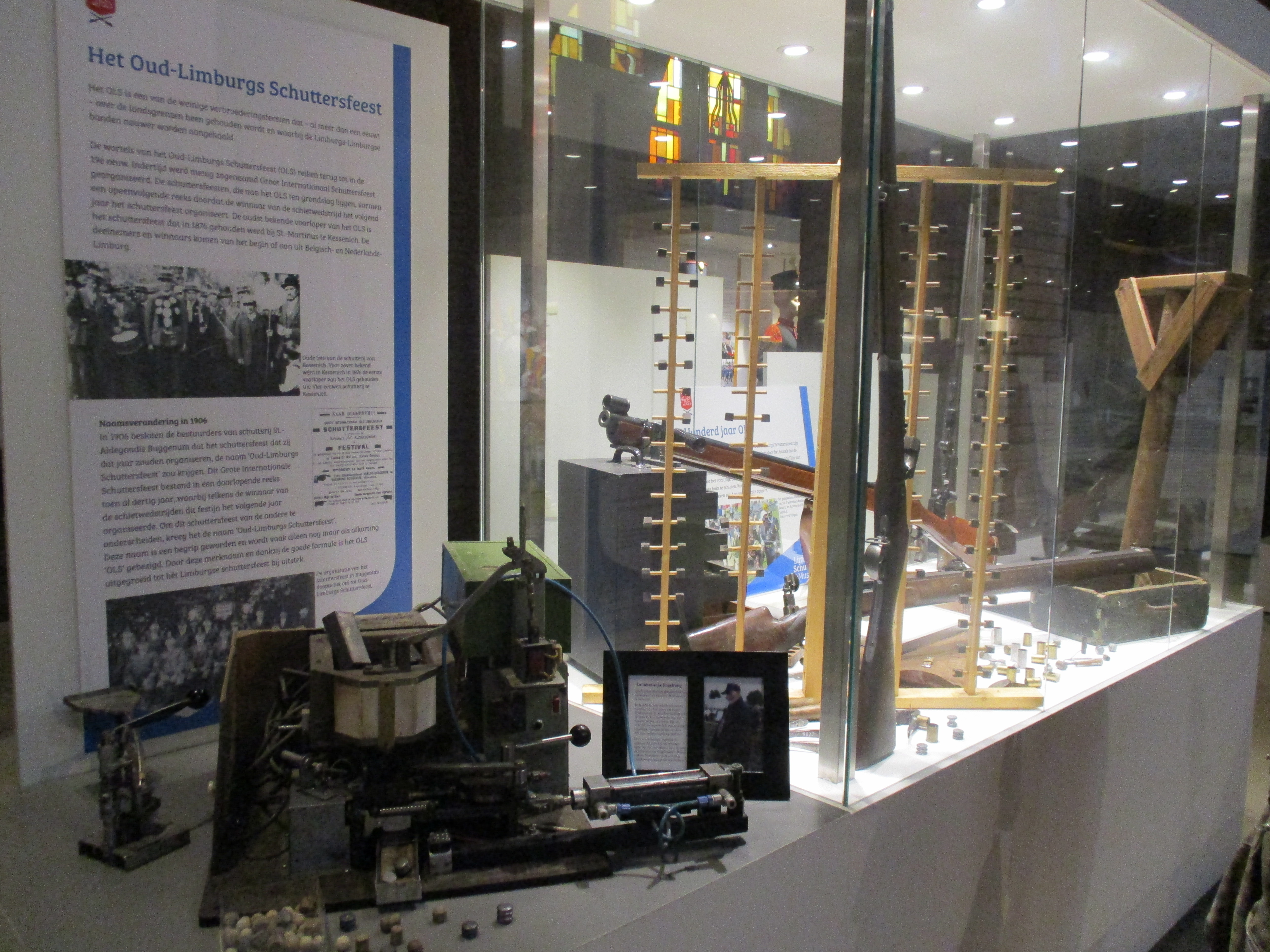
Schuttersbuks en kogels
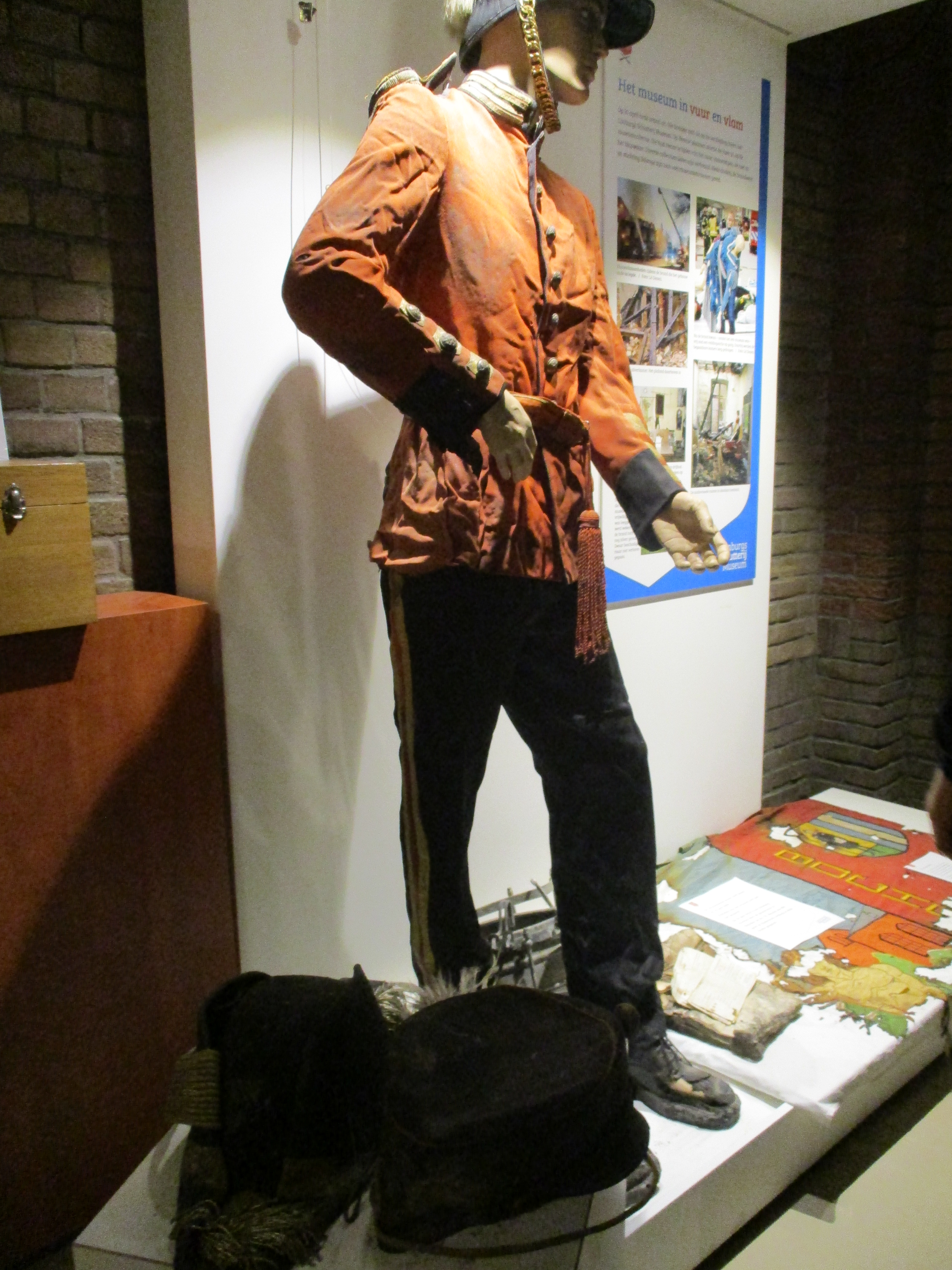
Door de brand in 2008 beschadigd uniform
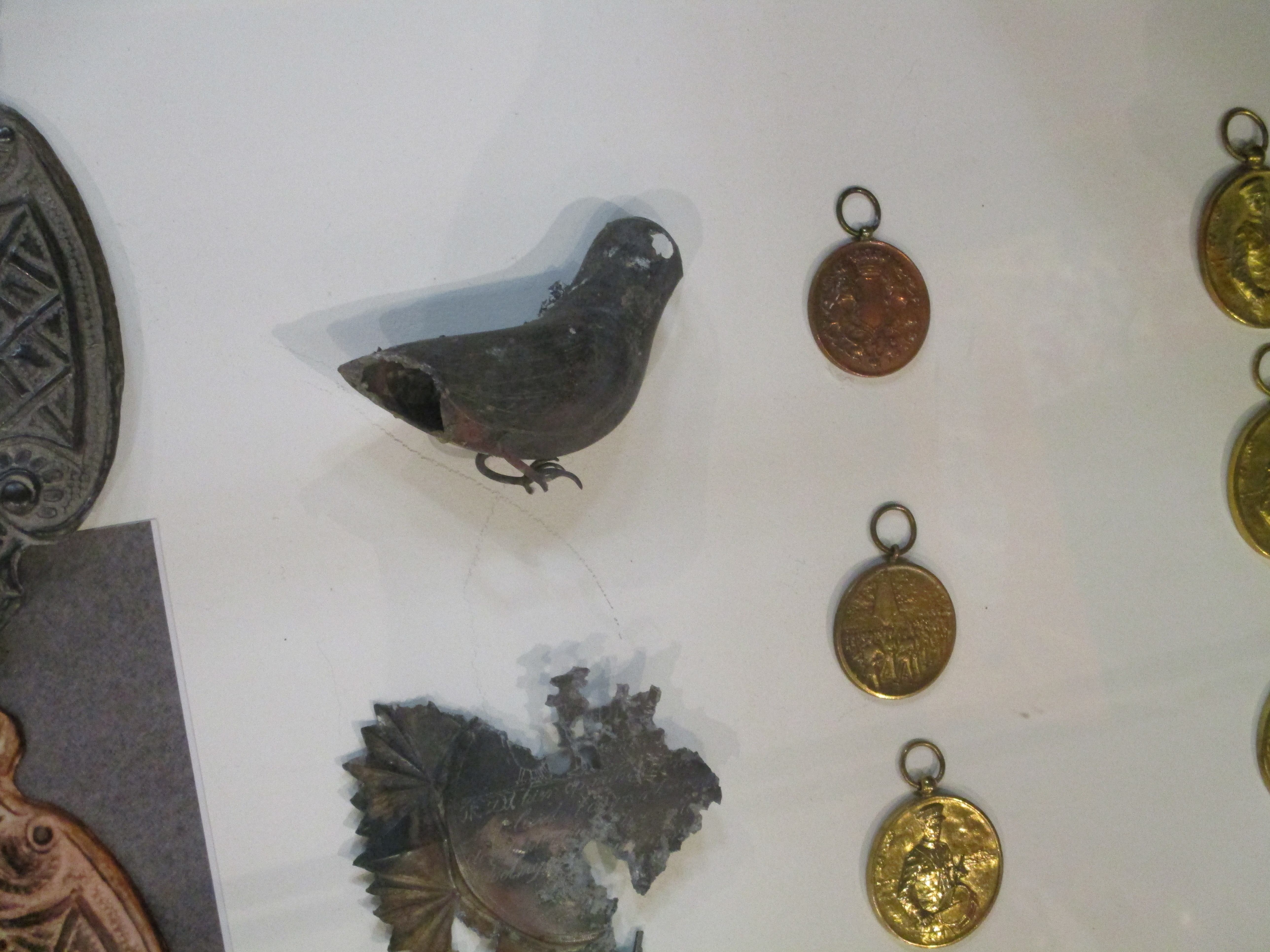
Door de brand in 2008 beschadigd zilver
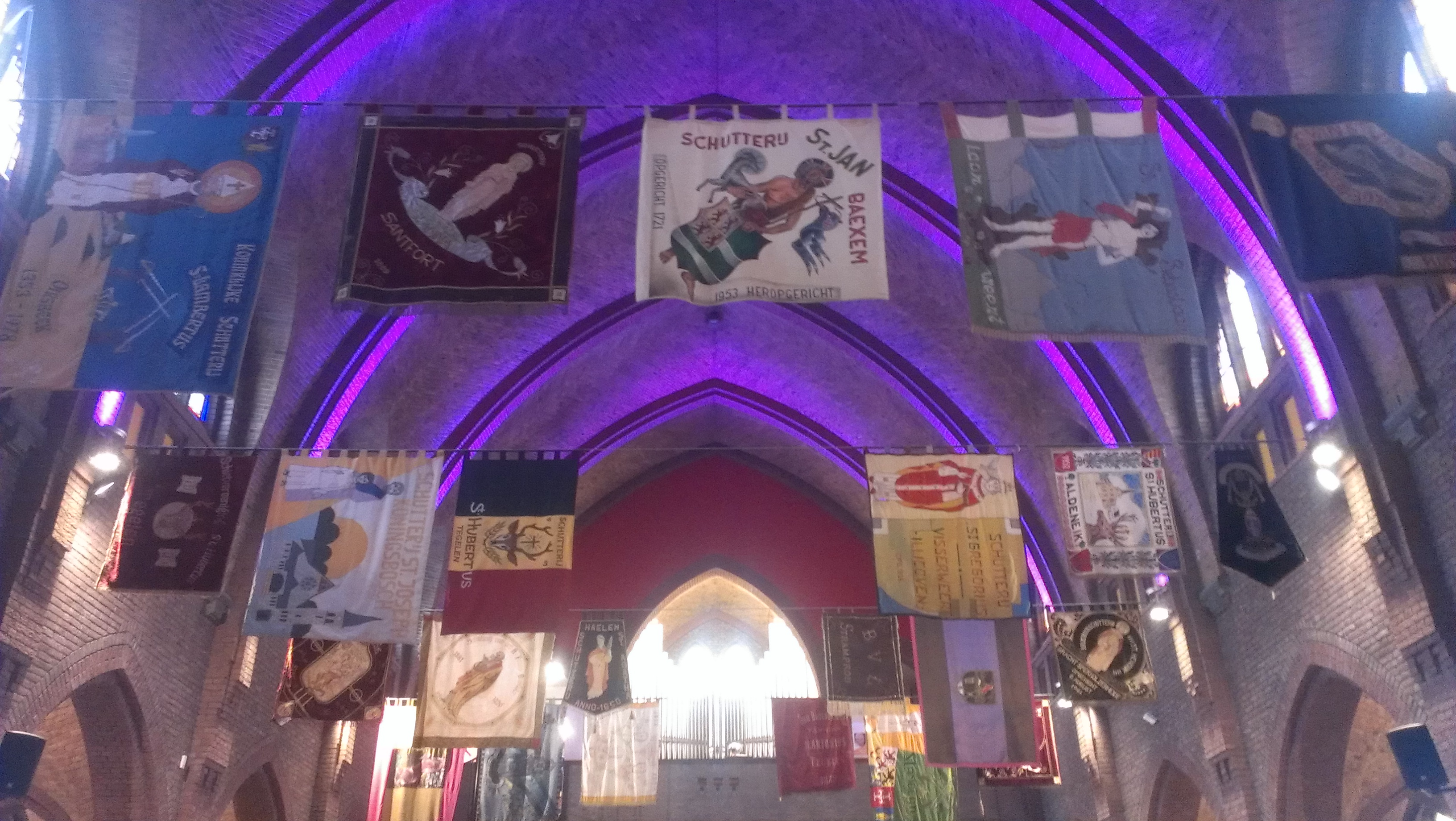
Schuttersvaandels